# Col de Bastan
Pour les articles homonymes, voir Bastan (homonymie).
Le col de Bastan est un col de montagne pédestre des Pyrénées à 2 481 mètres d'altitude dans le département français des Hautes-Pyrénées, en Occitanie.
Il relie la vallée de Port Bielh Bastan et la vallée d'Aulon en vallée d'Aure dans la réserve d'Aulon.

## Géographie
Le col de Bastan est situé entre le pic de Bastan d'Aulon (2 721 m) au nord et le Pichaley (2 626 m) au sud. Il surplombe à l’ouest les trois lacs de Bastan (supérieur, du milieu et inférieur) et le lac de Portarras (2 187 m) à l’est.

## Protection environnementale
Le col fait partie d'une zone naturelle protégée, classée ZNIEFF de type 1 : vallée d'Aulon et soulane de Vielle-Aure.

## Voies d'accès
Le versant ouest est accessible par une variante du sentier de grande randonnée GR 10, GR10C. Depuis le col de Portet en passant par le refuge du Bastan
Par le versant est depuis le village d'Aulon par les granges de Lurgues, par le sentier en longeant le ruisseau du Lavedan.